# Adolf Lindfors
Adolf Valentin Lindfors (Porvoo, 8 febbraio 1879 – Porvoo, 5 maggio 1959) è stato un lottatore finlandese.
Ha vinto la medaglia d'oro olimpica nella lotta greco-romana alle Olimpiadi 1920 svoltesi ad Anversa, in particolare nella categoria pesi massimi.
Ha partecipato anche alle Olimpiadi 1912 a Stoccolma.